# Urville-Hague
Urville-Hague is een plaats en voormalige gemeente in het Franse departement Manche in de regio Normandië. De plaats maakt deel uit van het arrondissement Cherbourg. 

## Geschiedenis
Urville-Hague was tot 1 januari 1964 een zelfstandige gemeente. Op deze dag fuseerde het met het aangrenzende Nacqueville tot de gemeente Urville-Nacqueville, die op haar beurt op 1 januari 2017 opgeheven werd en opging in de huidige commune nouvelle La Hague.
Acqueville · Auderville · Beaumont-Hague · Biville · Branville-Hague · Digulleville · Éculleville · Flottemanville-Hague · Gréville-Hague · Herqueville · Jobourg · Landemer · Nacqueville · Omonville-la-Petite · Omonville-la-Rogue · Sainte-Croix-Hague · Saint-Germain-des-Vaux · Tonneville · Urville-Hague · Vasteville · Vauville